# Marsupella
Marsupella ist eine Moosgattung der Ordnung Jungermanniales. 

## Merkmale
Die Pflanzen wachsen mehr oder weniger aufrecht. Die Blätter sind quer angewachsen, stehen vom Stämmchen ab und sind durch einen kurzen Einschnitt in zwei Lappen geteilt. Unterblätter kommen nicht vor. Die Zellecken sind dreieckig verdickt. Jede Zelle enthält zwei bis drei Ölkörper. Die Sporen haben einen Durchmesser von acht bis zwölf Mikrometer. 

## Verbreitung und Systematik
Marsupella ist eine Gattung der Familie Gymnomitriaceae. Weltweit gibt es rund 45 Arten, die vorwiegend auf der Nordhalbkugel vorkommen und auf feuchten, kalkfreien Felsen wachsen. In Europa gibt es 17 Arten, davon folgende auch in Deutschland:
- Marsupella adusta
- Marsupella aquatica
- Marsupella boeckii
- Marsupella commutata, Synonym Gymnomitrion commutatum
- Marsupella emarginata
- Marsupella funckii
- Marsupella ramosa
- Marsupella sparsifolia
- Marsupella sphacelata
- Marsupella sprucei